# Taba (Tebing Tinggi)
Taba is een plaats in het bestuurlijke gebied Empat Lawang in de provincie Zuid-Sumatra, Indonesië. Het dorp telt 975 inwoners (volkstelling 2010).